# Fluviais
Fluviais é uma colectânea de contos do escritor português José Leon Machado publicada em 2001. Foi agraciada com o Prémio ITF de 2002 (actual DST). A colectânea está dividida em duas partes distintas. A primeira, intitulada À sombra, sob as parras, contém 21 contos de cenário minhoto. A segunda, intitulado Sol sobre as fragas, contém 16 contos de cenário transmontano. Ambas as partes têm a ver com as vivências do autor (nasceu em Braga em 1965 e fixou residência em Chaves em 1992 para onde foi trabalhar). Os contos, de pendor campestre e pastoril que fazem lembrar as Éclogas de Camões, retratam personagens, vivências e lugares de um Portugal rural quase extinto.